# Dick in a Box
„Dick in a Box” este un cântec înregistrat de către trupa de comedie americană The Lonely Island, împreună cu cântărețul Justin Timberlake. Atât cântecul cât și videclipul muzical au debutat la Saturday Night Live ca și un „SNL Digital Short” pe 16 decembrie 2006.

## Continuări

### Motherlover
„Motherlover” este prima continuare a „Dick in a Box”. A fost difuzată prima dată la Saturday Night Live ca și un SNL Digital Short pe 9 mai 2009.